# Naukydes
Naukydes var en grekisk skulptör från Argos, verksam i slutet av 400-talet f. Kr.
Han var lärjunge och bror till Polykleitos. Bland Naukydes arbeten, kända endast genom knapphändiga litterära notiser, märks en Hebestaty av guld och elfenben, uppställd vid sidan av Polykleitos Herastaty i Heraion i Argos, en Hekatestaty i brons samt en serie atletfigurer. Fotstycket till en sådan med Naukydes signatur har påträffats i Olympia.